# 哈扎拉吉烹飪

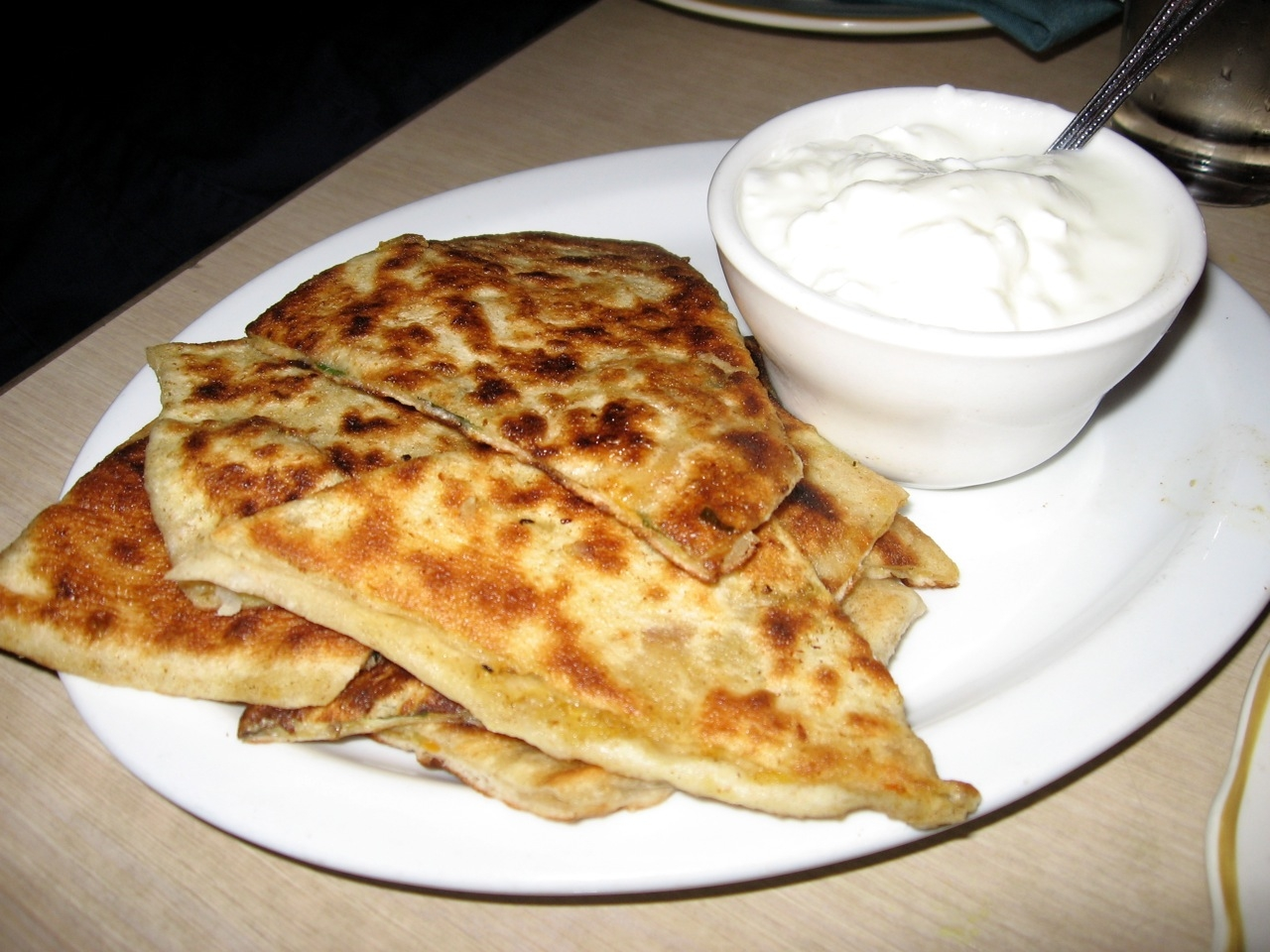
阿富汗面包

哈扎拉吉菜，指的是在阿富汗中部（哈扎拉賈特地區），西巴基斯坦（俾路支省）哈扎拉族的食品和菜餚。哈扎拉族的烹飪風格受中亞，波斯和南亞強烈影嚮和中亞鄰國地方風味的有相似性，不過也有一定的菜餚，烹飪方法是哈扎拉族獨有的烹飪風格。
哈扎拉人有一個熱情好客的用餐禮儀，在哈扎拉人的文化這是傳統，他們準備特殊食品給客人，在用餐時間讓他們坐上最好的座位，哈扎拉人把最好吃的食物用自己的雙手遞給客人。
哈扎拉人的飲食主要是基於高蛋白質食物，如肉類和奶製品。他們用大量的油烹飪。一個典型的哈扎拉人用餐過程通常只烹飪一種食物或菜。然而在正規的大型聚會或客人在場時，有各種各樣的食物提供。
由於價格昂貴，稻米不是在哈扎拉農村的主食。茶是哈扎拉族流行的飲料。同樣水果和蔬菜只有出產旺季時食用。